# Montauri
Montauri là một đô thị thuộc bang Rio Grande do Sul, Brasil. Đô thị này có diện tích 82,077 km², dân số năm 2007 là 1583 người, mật độ 19,29 người/km².